# Río Bórovka
El río Bórovka (del ruso: Бо́ровка) es un río de Rusia, afluente por la derecha del Samara, en la cuenca hidrográfica del Volga.

## Geografía
Discurre por el óblast de Oremburgo. Tiene una longitud de 167 km y una cuenca de 2.140 km². Su caudal medio en Paninka es de 5.54 m³/s.
El Bórovka nace en el noroeste del óblast en la cordillera de los Urales meridionales Obshchi Syrt. Fluye en dirección oeste por un paisaje de estepa agrícola.
Tras pasar por el pueblo Troitskoye, entra en el parque nacional de los bosques de Buzuluk en la frontera con el óblast de Samara para seguir en direcciónsudoeste hasta su desembocadura en el río Samara.